# سنگده (رضوانشهر)
سنگده، روستایی از توابع دهستان ارده بخش پره‌سر شهرستان رضوان‌شهر در استان گیلان ایران است.
روستای سنگده در ۴۵ کیلومتری جاده ترانزیتی پونل به خلخال واقع شده.
شغل مردم این روستا دامداری، کشاورزی و صنایع دستی  است.این روستا حدود ۳۵۰ خانوار جمعیت دارد و دارای طبیعت و مناظر زیبا و چشم نواز است . خانه های قدیمی از دیگر جلوه های دیدنی است که مردمان این روستا تا کنون آن را حفظ کرده اند.

## جمعیت
این روستا در دهستان ییلاقی ارده قرار دارد و براساس سرشماری مرکز آمار ایران در سال۱۳۹۵، جمعیت آن حدود۸۰۰نفر (۳۵۰خانوار) بوده‌است.